# 卢仁法
卢仁法（1938年6月—），男，山东莒县人，中华人民共和国政治人物，曾任国家税务总局副局长，中国国际税收研究会会长，中华慈善总会副会长。